# مالي سكوشاي
مالي سكوشاي هي قرية في البوسنة والهرسك. وهي تقع على أراضي مدينة بيهاتش التابعة لكانتون يونا-سانا في اتحاد البوسنة والهرسك. طبقا لنتائج تعداد البوسنة عام 2013 فقد كان عدد سكانها 29 نسمة.

## التركيبة السكانية

### التطور التاريخي للسكان
| 1961 | 1971 | 1981 | 1991 | 2013 |
| ---- | ---- | ---- | ---- | ---- |
| 208  | 178  | 129  | 89   | 29   |

### توزيع السكان حسب الجنسية (1991)
في عام 1991 كان عدد سكان القرية 89 نسمة وكانوا جميعا من الكروات.

### المجتمع المحلي
في عام 1991 كان المجتمع المحلي للقرية يتألف من 412 نسمة وهم موزعون على النحو التالي:

## وصلات خارجية
- (بالإنجليزية) Maplandia